# Bolesław II Pobożny

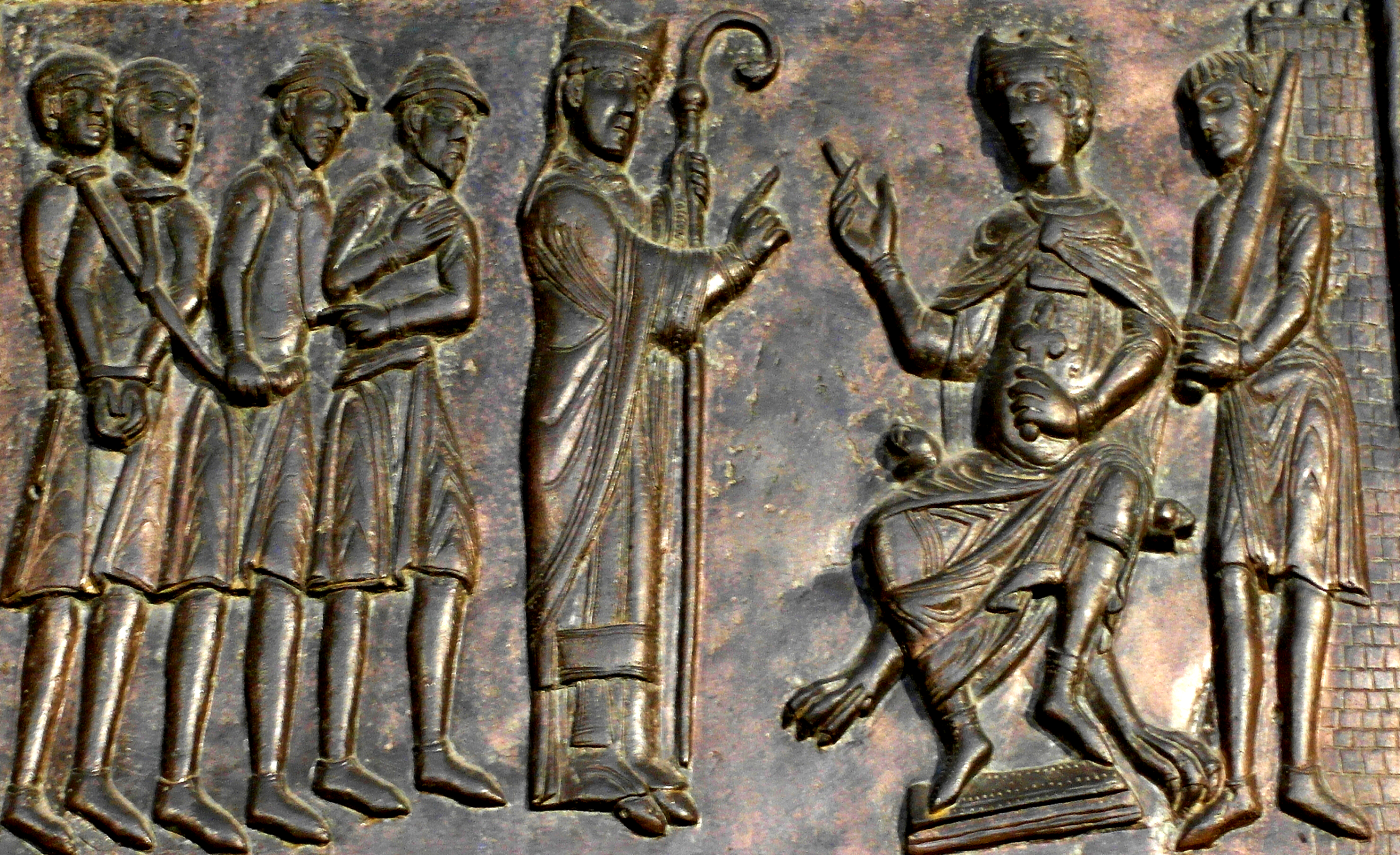
Święty Wojciech napomina księcia czeskiego Bolesława II Pobożnego by zakazał kupcom żydowskim handlu niewolnikami chrześcijańskimi, fragment Drzwi Gnieźnieńskich około 1170 roku

Bolesław II Pobożny (ur. przed 935, zm. 7 lutego 999) – książę czeski od 972 (ewentualnie od 967) z dynastii Przemyślidów.
Syn i następca Bolesława I Okrutnego. W 973 doprowadził do utworzenia biskupstwa w Pradze. Zakończył proces jednoczenia Czech, niszcząc w 995 libickie państwo Sławnikowiców. Dwukrotnie brał udział w walkach o tron niemiecki po śmierci cesarzy Ottona I Wielkiego (973) i Ottona II (983), stojąc po stronie Henryka II Kłótnika, księcia bawarskiego. Przejściowo władał Miśnią. W 990 roku utracił Śląsk na rzecz polskiego księcia Mieszka I.

## Pochodzenie i data urodzenia
Bolesław II był synem Bolesława I, księcia Czech; bratem Strachkwasa Chrystiana, Dobrawy i Mlady Marii.
Nie jest znana data jego narodzin. Wiadomo jedynie, że był starszy od Strachkwasa Chrystiana, który przyszedł na świat w dniu śmierci Wacława I Świętego. Ten ostatni zginął 28 września 935 roku (ewentualnie 28 września 929). Z tego powodu podaje się, że Bolesław II urodził się przed 935 rokiem.
Jak podaje kronikarz Widukind, w 950 roku w czasie wyprawy Ottona I Wielkiego na Czechy, przeciwko niemieckiemu królowi wystąpił Bolesław I Srogi z synem. Nie wiadomo, czy ów syn był identyczny z Bolesławem II. Zdaniem większości czeskich badaczy wymieniony pod rokiem 950 syn Bolesława I to nieznany z imienia starszy brat Bolesława II, zmarły jeszcze za życia ojca.

## Objęcie rządów
Bolesław II objął rządy po śmierci swojego ojca Bolesława I Okrutnego, jednak w źródłach panują rozbieżności co do daty śmierci tego ostatniego. Kronikarz Kosmas z Pragi podał, że zmarł 15 lipca 967 roku. Datę roczną kwestionuje się z następujących powodów:
- współczesny Bolesławowi I kronikarz Widukind podaje, że ten we wrześniu 967 roku wspomagał swojego zięcia Mieszka I w bitwie z Wolinianami i Wichmanem,
- Kosmas mógł chcieć "uśmiercić" wcześniej Bolesława I, aby przypisać założenie biskupstwa praskiego wyłącznie jego synowi Bolesławowi II,
- w sazawskiej redakcji rękopisu Kosmasa (rękopis drezdeński) z przełomu XII i XIII wieku jako rok śmierci Bolesława I podany jest 972,
- Rocznik czeski z drugiej połowy XIII wieku, zdaniem badaczy czerpiący informację pośrednio z zaginionego najstarszego rocznika praskiego z końca X wieku, podaje, że Bolesław I zmarł w 972 roku.

Z tego powodu badacze uznają zasadniczo, że datą śmierci Bolesława I i początkiem panowania Bolesława II jest 972 rok.

## Stosunki z Rzeszą
W marcu 973 Bolesław II wziął udział w zjeździe dworskim (hoftag) w Quedlinburgu zorganizowanym przez cesarza Ottona I Wielkiego. Źródła nie podają dokładnej przyczyny przybycia czeskiego księcia. Pojawiają się przypuszczenia, że miał złożyć hołd (Ottona I miały zaniepokoić związki czesko-bawarskie), odnowić układy Czech z Cesarstwem (było to zapewne pierwsze spotkanie cesarza z nowym czeskim władcą), według innych na wspomnianym zjeździe zapadła ostateczna decyzja o utworzeniu diecezji praskiej, podporządkowanej metropolicie Moguncji.
W 974 roku Bolesław II wraz ze swoim szwagrem Mieszkiem I spotkał się z bawarskim księciem Henrykiem II Kłótnikiem, celem stworzenia wspólnego frontu przeciwko cesarzowi Ottonowi II. Cesarz, dzięki Bertoldowi ze Schweinfurtu, dowiedział się o planowanym spisku; Henryk II Kłótnik został zmuszony do proszenia o łaskę, a i tak został uwięziony w Ingelheim am Rhein. Współpracujący z nim Abraham, biskup Fryzyngi, został zesłany do klasztoru w Korbei.
W 975 – po uspokojeniu sytuacji na zachodzie i północy – Otto II najechał Czechy, nie odnosząc sukcesów. W odpowiedzi Bolesław II spustoszył tereny biskupstwa pasawskiego.
W styczniu 976 roku Henryk II Kłótnik wyszedł z więzienia i wzniecił bunt przeciwko Ottonowi II. Książę bawarski został pokonany i zmuszony do ucieczki; schronił się w Czechach. Na przełomie lipca i sierpnia Otto II najechał Czechy; poniósł jednak klęskę pod Pilznem, grodem leżącym na szlaku łączącym Ratyzbonę z Pragą. W efekcie cesarz wycofał się do grodu Camma.
W październiku 977 Henryk Kłótnik został ostatecznie pokonany i cesarz mógł spokojnie zaatakować Bolesława II. Ten ostatni, nie chcąc ryzykować dalszego konfliktu z cesarzem, w towarzystwie niewielkiego orszaku udał się do Ottona II i ukorzył się przed nim.
Sąd nad Henrykiem Kłótnikiem i jego stronnikami odbył się na Wielkanoc 978 roku; właśnie wtedy Bolesław II przybył do Quedlinburga, gdzie został przyjęty z honorami przez zebranych tam dostojników, złożył Ottonowi II przysięgę wierności, a następnie bogato obdarowany powrócił do domu.
Po śmierci Ottona II w Niemczech doszło do ostrej rywalizacji między stronnikami małoletniego syna zmarłego, Ottona III, a wypuszczonym z więzienia Henrykiem Kłótnikiem. 24 marca 984 Henryk Kłótnik obchodził uroczyście Wielkanoc w Quedlinburgu; został tam obwołany królem. Wśród uczestników zjazdu znajdował się m.in. Bolesław II.
Jednak potem znowu występując po stronie Henryka do 987 zajmował Miśnię. Wkrótce jednak utracił Śląsk na rzecz swego szwagra Mieszka (990). W miejsce dotychczasowego sojuszu z Piastami, który zapoczątkowało małżeństwo siostry Bolesława, Dobrawy z Mieszkiem – zawarł krótkotrwały układ z najeżdżającymi na ziemię lubuską od zachodu Wieletami. Wobec przegranej porzucił sojusz z pogańskimi Wieletami, którzy wkrótce stali się jego wrogami – gdy wraz z Mieszkiem stanął po stronie cesarstwa.

## Likwidacja państwa Sławnikowiców
W 995 doprowadził do upadku konkurujący z Przemyślidami ród Sławnikowiców na Libicach. Z jego inicjatywy lub za przyzwoleniem ród Wrszowców najechał i zdobył gród, wymordowując wraz z rodzinami 4 z 7 braci. Ocaleli jedynie nieobecni: najstarszy Sobiesław, biskup praski Wojciech oraz najmłodszy Radzim.

## Małżeństwo i potomstwo
Żoną Bolesława II miała na imię Emma. Jej pochodzenie nie jest znane; najbardziej popularne hipotezy mówią o jej burgundzkim, bawarskim lub anglosaskim pochodzeniu.
Znane są następujące dzieci Bolesława II:
- Wacław, zm. młodo,
- Bolesław III Rudy, książę Czech,
- Jaromir, zm. 4 listopada 1035, książę Czech,
- Oldrzych, zm. 9 listopada 1034, książę Czech.